# Википедия в культуре
Отсылки к Википедии широко распространены в популярной культуре. Многие пародируют открытость Википедии, когда отдельные лица портят или изменяют статьи неконструктивным образом. В других случаях люди используют Википедию как справочник или сравнивают свой интеллект с Википедией. В некоторых случаях Википедия служит для игры (Wikiracing и другие) . Люди рассматривают наличие статьи в Википедии о себе как символ статуса.

## В сфере искусства и развлечений

### В искусстве

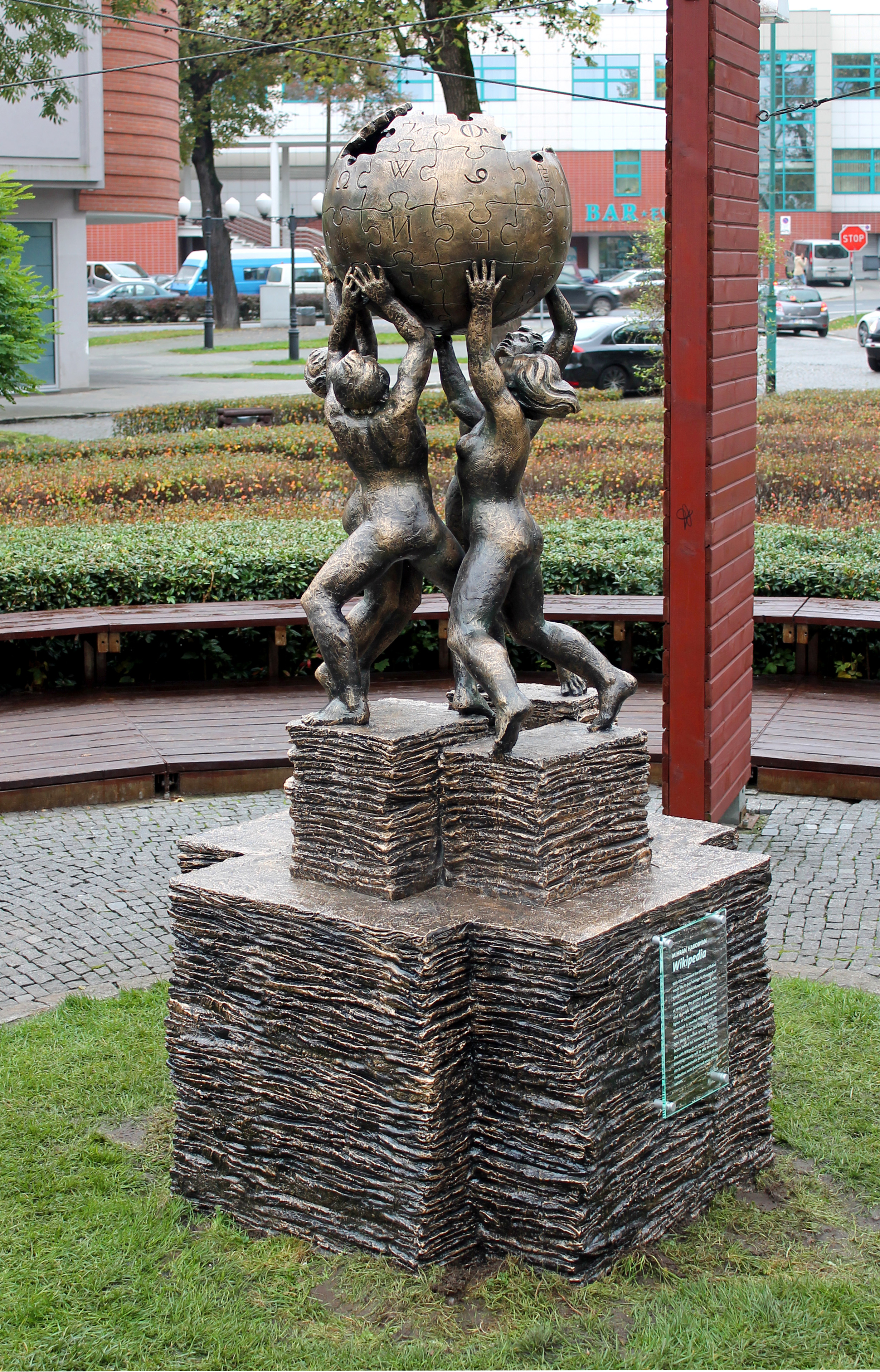
Памятник Википедии в Слубице, Польша

Памятник Википедии, расположенный в Слубице, Польша, представляет собой статую, созданную армянским скульптором Миграном Акопяном в честь редакторов Википедии. На церемонии открытия (2014 год) присутствовали представители местных отделений Викимедиа и Фонда Викимедиа.

### В музыке
В музыкальном клипе White & Nerdy " (2006 год) Странный Эл Янкович портит страницу Atlantic Records в Википедии, заменяя её содержимое словами «ТЫ ОТСТОЙ!».
Украинский композитор Андрей Бондаренко написал «Гимн Википедии», который был исполнен на концерте, посвященном 15-летию Википедии (Киев, 2016 год).

### В веб-комиксах

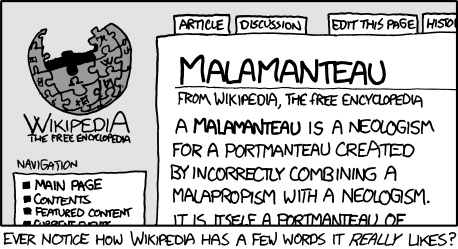
«Malamanteau», пародия на стиль статей Википедии.

В веб-комиксе Xkcd несколько раз упоминается выдуманная статья Википедии о слове «malamanteau» (шуточный неологизм Манро).

### В юморе
Во время российско-украинской войны мем под названием «Битва за Техно-Хаус 2022», содержащий кадры неудачной попытки российского солдата открыть дверь, стал вирусным и был репостнут миллионы раз. В СМИ обсуждалась страница Википедии об этом меме, представленном, как реальное сражение, где воюющими сторонами были обозначены «российский солдат» и «дверь магазина», результатом битвы была названа «решительная победа двери», а «гордость» упоминалась в числе российских потерь. Юмористический контент был позже удалён из Википедии.

### В художественной литературе
- В драме Тар (2022) Лидия Тар страдает от ухудшения своего психического здоровья из-за анонимного вандализма на своей странице в Википедии[14][15]
- Роман Стивена Харрисона «Редакторы», опубликованный в 2024 году, рассказывает о редакторах Infopendium — онлайн-энциклопедии, основанной на Википедии[16][17][18]
- Роман 2025 года The Expert of Subtle Revisions[англ.], обложка которого стилизована под статью в Википедии, повествует об исторической загадке, подсказки к которой разбросаны по правкам и удалённым статьям Википедии[19].

## Инцидент со Стивеном Колбертом
В июле 2006 года в сатирическом комедийном выпуске Отчёта Кольбера, в сегменте «The Wørd», Стивен Колберт объявил о неологизме «викиреальность» (англ. wikiality), образованном от слов вики и реальность. Колберт определил викиалитет как «истину, основанную на консенсусе» (а не на факте), подобно формату Википедии, редактирование которой основано на консенсусе. Он саркастически продекларировал: 
Все, что нам нужно сделать, это убедить большинство людей, что какой-то факт является правдой. … То, что мы делаем, — это привнесение демократии в знания.
Кольбер предложил зрителям изменить страницу о слонах, указав, что численность африканских слонов утроилась за последние шесть месяцев. Это предложение привело к многочисленным некорректным изменениям в статьях Википедии, связанных со слонами и Африкой. Поскольку первоначальные правки в Википедии, соответствующие этим заявленным «фактам», были сделаны пользователем по имени «Stephencolbert», многие считают, что сам Кольбер испортил несколько страниц Википедии, он и сам утверждал, что внёс вандальные правки. Учётная запись «Stephencolbert» была бессрочно заблокирована в Википедии.

## Контексты
Некоторые из способов упоминания Википедии:
В культуре
Среди людей, использовавших или рекомендовавших Википедию в качестве источника информации, были комик Рози О’Доннелл и профессор социологии Ратгерского университета Тед Герцель. 
В политике
- В 2011 году Википедия привлекла внимание из-за попыток редакторов изменить статью о Поле Ревире так, чтобы она соответствовала неверному рассказу губернатора Сары Пэйлин[23][24]. Во время предвыборного автобусного тура она посетила дом-музей Пола Ревира, после чего рассказала журналистам о своих впечатлениях, перепутав многие факты. Газета Нью-Йорк Таймс сообщила, что к 10 июня статья «набрала полмиллиона просмотров», и «после всего внимания и аргументов статья стала намного длиннее… и гораздо лучше подкреплена источниками… чем до высказываний Пэйлин»[25], что было вызвано желанием сторонников губернатора редактировать статью о Ревире в английском разделе «Википедии» в сторону версии Пейлин. Администраторам «Википедии» пришлось временно заблокировать доступ к данной странице, а потом установить защиту от незарегистрированных пользователей[26]
- В речи, произнесенной 28 октября 2013 года в поддержку Кена Куччинелли на пост губернатора Вирджинии, сенатор Рэнд Пол, по-видимому, включил в свои комментарии по евгенике дословный пересказ статьи в Википедии о фильме 1997 года Гаттака, что отметила ведущая MSNBC Рэйчел Мэддоу[27][28]
- В 2015 году газета The Guardian обвинила Гранта Шэппса, тогдашнего председателя Консервативной партии, в редактировании страниц Википедии о Шэппсе и других членах британского парламента в преддверии выборов 2015 года, Шэппс данное редактирование отрицал[29]
- В 2018 году Джексон А. Коско, бывший сотрудник сенатора США Мэгги Хассен, отредактировал Википедию, чтобы раскрыть личность нескольких конгрессменов после своего увольнения. Личные адреса, номера мобильных телефонов и адреса электронной почты сенаторов-республиканцев Линдси Грэма, Оррина Хэтча, Митча Макконнелла и Майка Ли были добавлены на их страницы в Википедии. Сенаторы подверглись преследованию за роль, которую они играли в качестве республиканских членов Судебного комитета Сената во время спорных слушаний по выдвижению кандидатуры Бретта Кавано в Верховный суд[30]. Коско признал себя виновным в апреле 2019 года и 19 июня 2019 года был приговорен к четырём годам лишения свободы в федеральной тюрьме по пяти пунктам обвинения, связанным с этим событием[31]
- В феврале 2022 года журналисты издания The Independent обнаружили, что текст из статей Википедии о Константинополе и списке крупнейших городов в истории был дословно помещен в правительственную Белую книгу по вопросам выравнивания государственными служащими из Департамента по вопросам выравнивания, жилищного строительства и общин Великобритании[32].

Википедия как комедийный материал
Википедию пародируют на нескольких сайтах, включая Uncyclopedia и Encyclopedia Dramatica. Комик Зак Галифианакис прокомментировал в интервью газете «The Badger Herald» информацию о себе в Википедии: «…Я сейчас смотрю Википедию. Наполовину грек, наполовину деревенщина, ростом около 6 футов 4 дюймов. Вот и всё… Цифра в 6 футов 4 дюйма может быть немного неточной. На самом деле, это 4 фута 6 дюймов».
Общий источник информации
- Журнал Slate сравнил Википедию с вымышленным путеводителем «Автостопом по Галактике»[англ.] из одноимённого сериала Дугласа Адамса[37], когда «Руководство» исправлял любой случайный прохожий, но настоящая «Encyclopedia Galactica» ему всё равно уступала. Сравнение конкурирующих текстов напоминает общепринятые сравнения Википедии с профессиональными энциклопедиями[38].

### Игры
- Wikiracing[англ.]
- Redactle — игра, в которой игрок должен найти статью Википедии (выбранную из 10 000 наиболее важных статей) после того, как большинство слов в ней будет отредактировано. В ней отображаются предлоги, артикли, глагол «to be», знаки препинания и длина слов. Игроки угадывают слова, которые раскрываются, если они присутствуют в статье. На июнь 2024 год было проведено более 800 ежедневных игр[39][40][41].

## Критика
Утверждается негативное влияние Википедии на культуру. Например, в книге Эндрю Кина 2007 года The Cult of the Amateur утверждалось, что Википедия затмевает и обесценивает традиционные, более качественные источники информации. Различные люди, включая сэра Яна Маккеллена, Николаса Кейджа и комика Маркуса Бригстока критиковали или комментировали статьи Википедии о них.